# Babou (ocelote)

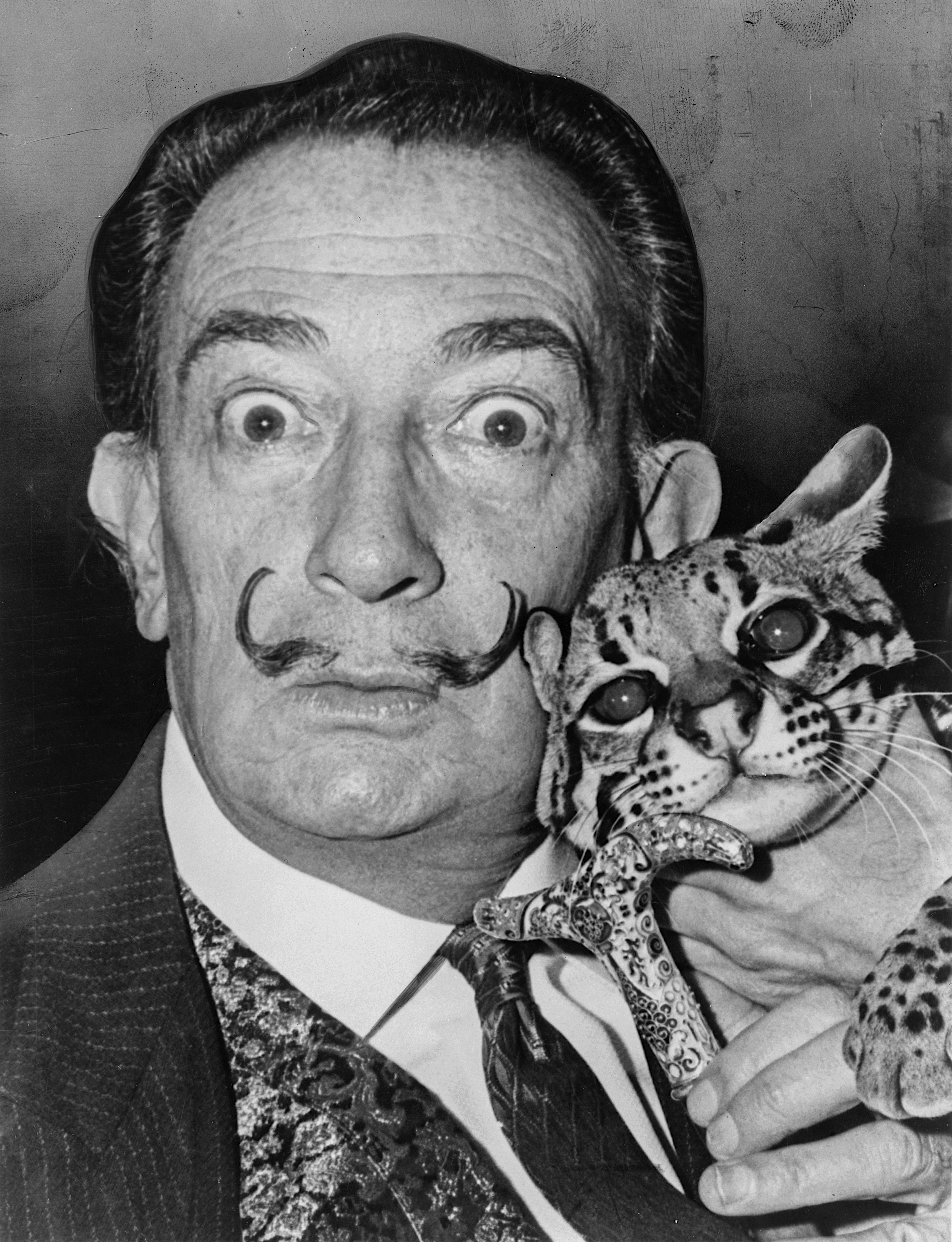
Salvador Dalí y Babou, 1965.

Babou fue un ocelote mascota y compañero frecuente del artista surrealista Salvador Dalí en la década de 1960. Amante de los gatos, Dalí afirmó que el jefe de Estado de Colombia le había regalado el animal. 

## Vida con Dalí
En la década de 1960, Babou fue visto con frecuencia acompañando a Dalí, quien afirmó haber recibido el ocelote salvaje por parte del jefe de Estado de Colombia. Dalí siempre fue un amante de los gatos y tenía interés en los animales exóticos, ya que dada su apariencia pública excéntrica un animal doméstico parecería demasiado común a su lado. Disfrutando toda su vida de las metáforas y los juegos de palabras visuales, a veces, usaba corbatas con patrones de manchas o un abrigo de color cuando viajaba con Babou. En 1969, el artista fue fotografiado saliendo de una estación de metro de París con un oso hormiguero atado con correa.
Desde mediados de la década de 1960, Babou acompañó a Dalí a todas partes. En un restaurante de Manhattan, aunque la correa de Babou estaba atada a la mesa, algunos comensales se alarmaron bastante y Dalí les aseguró que Babou era un gato ordinario que él "había pintado con un diseño op-art". En otra ocasión, cuando Babou y Dalí visitaban una galería de arte en París, Babou "mató" unos valiosos grabados del siglo XVII. Dalí afirmó que la conexión con él solo podía aumentar su valor y el comerciante aumentó el precio de los grabados en un 50%. Dalí también accedió a venderle al comerciante un lote de sus propias litografías para aplacarlo.
En 1970, Robert Wernick informó en la revista Life que Babou tenía ahora un compañero más joven llamado Bouba que fue llevado al hotel Meurice con una correa por uno de los asistentes de Dalí y se enfermó por las puertas giratorias del hotel. El Meurice era un hotel de lujo en París desde 1815, donde Dalí fue huésped habitual durante 30 años en su suite más conocida, la Suite Real, que había sido la residencia del rey Alfonso XIII durante su exilio de España. Escribiendo en sus memorias, el actor Carlos Lozano (un amigo de Dalí) declaró: “Solo vi sonreír al ocelote una vez, el día que se escapó y envió a los invitados al Meurice corriendo como ratas en busca de refugio”.
Babou también acompañó a Dalí en una travesía transatlántica en el SS France.

## Muerte y legado
No se sabe qué pasó finalmente con Babou ni su fecha de muerte. 
En la comedia de situación animada para adultos estadounidense Archer (2009-2023), uno de los personajes principales, Cheryl Tunt, tiene un ocelote como mascota llamado Babou.